# Wicca ecléctica
La Wicca ecléctica es el nombre utilizado para una amplia corriente dentro de la religión neopagana denominada Wicca. Debido a la expansión de esta religión, se confunde actualmente este término con una tradición o rama dentro de la Wicca.

## Comunidad ecléctica y Wicca ecléctica solitaria
La Comunidad Ecléctica dentro de la Wicca, surge a partir de la década de los 70 cuando diversos autores iniciados crean sus propias tradiciones, incorporando elementos o cambiando ciertas premisas de la religión tal como se entendía en los círculos de Wicca Tradicional Británica. En la Comunidad Ecléctica (tradiciones con conocimientos y enseñanzas no derivadas de New Forest) las creencias religiosas, estructura organizativa y formas de los rituales pueden diferir ampliamente entre sí. 
Una de las premisas a la hora de la práctica y el aprendizaje es la pertenencia a un coven, con rituales grupales y un aprendizaje ayudado por brujos ya iniciados de tercer grado. Aquí se unen ciertos factores, que favorecen el apoyo hacia un estudio/práctica de la Wicca en solitario. Entre ellos, el interés cada vez mayor por la religión y el aumento de publicaciones con información sobre el tema, unido a la imposibilidad de encontrar covens en la zona.
Destaca también el autor Scott Cunningham, que en su obra Wicca: Guía para el practicante solitario (1988) defendía la práctica en solitario, además de impulsar la idea de "adaptar todo aquello que funcione".
Por el crecimiento de la Wicca en todo el mundo, existe cierta confusión al considerar la existencia de una "tradición de Wicca Ecléctica" por sí misma, cuando son conceptos diferenciados: 
- Comunidad Ecléctica: término genérico para referirse al conjunto de tradiciones con conocimientos no derivados de New Forest. La religión no se considera necesariamente como mistérica e iniciática.
- Wicca Ecléctica: definición particular para practicantes que no se adhieren a una tradición concreta de las existentes en Wicca, sino que adaptan los conocimientos que más les interesan de las distintas tradiciones y/o autores. Hay convens o grupos, practicantes, e incluso tradiciones fundadas por autores con esta orientación ecléctica, que basan sus prácticas y creencias en diferentes fuentes wicans, o en la premisa que el practicante (o grupo) vaya adaptando lo que mejor considere.
- Wicca Solitaria: practicantes que estudian y aprenden por su cuenta, bien sea por necesidad (no conocer a otros wiccans) o por elección propia. El practicante también puede decidir no pertenecer a ninguna tradición concreta o puede darse el caso que le resulte imposible acceder a ninguna tradición en su zona.